# Kebnekajse (musikalbum)
Kebnekajse är ett musikalbum från 2009 av den svenska musikgruppen Kebnekajse.
Inspelningen gjordes i november 2007 av Anders Lind i Silence studio, Koppom, och mixades i februari 2008 av Lennart Östlund, Kenny Håkansson och Reine Fiske i Polar studio, Stockholm. Mastrad hos CRP av Claes Rune Persson. Exekutiv producent var Stefan Kéry. Albumet är utgivet på Subliminal Sounds (SUBCD 26).

## Låtlista
1. Leksands skänklåt (7:34)
2. "Bua Moras" brudpolska (3:50)
3. Vallåt (2:53)
4. Polska från Alfta (8:04)
5. Brudmarsch till Per & Anna (4:57)
6. Polska från Enviken (3:22)
7. Farmors brudpolska (5:52)
8. Brudmarsch efter E Eriksson (3:58)

## Medverkande musiker
- Hassan Bah - congas
- Pelle Ekman - trummor
- Mats Glenngård - violin
- Kenny Håkansson - gitarr
- Göran Lagerberg - bas
- Thomas Netzler - bas